# Кулики (Берестовицкий район)
Кулики (бел. Кулікі) — деревня в Берестовицком районе Гродненской области Беларуси. Входит в состав Эйсмонтовского сельсовета.

## География
Деревня находится в западной части Гродненской области, при автодороге Н-6012, на расстоянии приблизительно 18 километров (по прямой) к северо-востоку от городского посёлка Большая Берестовица, административного центра района. Абсолютная высота — 126 метров над уровнем моря. Площадь населённого пункта — 0,2791 км².

## История
По состоянию на 1905 год, в Куликах проживало 150 человек. В административном отношении околица входила в состав Гудзевичской волости Гродненского уезда Гродненской губернии.
Согласно Рижскому мирному договору (1921), деревня вошла в состав межвоенной Польши. Входила в состав гмины Вельке-Эйсымонты Гродненского повета Белостокского воеводства. В 1921 году числилось 138 жителей, проживавших в 27 домах. В этническом составе населения того периода поляки составляли 98,6 %, белорусы — 1,4 %. В конфессиональном составе населения преобладали католики (97,1 %) и православные христиане (2,9 %).
С 1939 года в БССР.

## Население
По данным переписи 2019 года, в деревне проживало 42 человека.
| Год  | Население, человек |
| ---- | ------------------ |
| 1905 | 150                |
| 1921 | ↘ 138              |
| 2009 | ↘ 54               |
| 2019 | ↘ 42               |